# 塞尼耶區

35°38′52″N 0°37′26″W / 35.6478°N 0.6239°W
塞尼耶區（阿拉伯语：‎），是阿爾及利亞的行政區，位於該國西北部，由奧蘭省負責管轄，首府設於塞尼耶，面積182平方公里，1998年人口137,291，人口密度每平方公里760人。